# 諧振轉換器
諧振轉換器（resonant converter）是利用諧振轉換電能的切換式電源供應器，多半是直流-直流轉換器，其中有由电感元件及电容器形成的諧振電路（resonant tank），會在特定頻率共振，常用於电子学及集成电路中。
諧振轉換器有以下幾種：
- 串聯式諧振轉換器（SRC）：由電感器、電容器和負載串聯的諧振轉換器。
- 並聯式諧振轉換器（PRC）：由電感器、電容器和負載並聯的諧振轉換器。
- 串並聯式諧振轉換器（SPRC）：由電感器和電容器串聯及並聯的諧振轉換器，有三個儲能元件。
  - LLC諧振轉換器：轉換器中有二個電感器和一個電容器串聯，負載和一個電感器並聯[2]
- E類諧振轉換器
- E類諧振整流器
- 零電壓切換（Zero Voltage Switching, ZVS）諧振轉換器
- 零電流切換（Zero Current Switching, ZCS）諧振轉換器[3]
- Two Quadrant ZVS 諧振轉換器